# Torrente Marano
El río Marano es un río de San Marino y Emilia-Romaña en Italia. La fuente del río está en el sureste de Domagnano en San Marino. El río fluye hacia el este y forma parte de la frontera oriental entre la provincia de Rímini en Italia y San Marino. El río se une con el Fiumicello cerca del punto más oriental de San Marino. El río fluye hacia el noreste pasando Ospedaletto y desemboca en el mar Adriático al noroeste de Riccione y sureste de Miramare. Los afluentes del Marano incluyen el río Cando.